# 西脇市立西脇中学校
西脇市立西脇中学校（にしわきしりつ にしわきちゅうがっこう）は、兵庫県西脇市小坂町にある公立中学校。略称は西中（にしちゅう）。

## 沿革
- 1948年（昭和23年）4月 - 多可郡学校組合立西脇中学校の創立[1]（西脇町立西脇中学校・日野村立日野中学校・重春村立重春中学校が統合）。
- 1952年（昭和27年）4月 - 市制施行。西脇市立西脇中学校に改称。
- 1960年（昭和35年）4月 - 重春地区を西脇市立西脇南中学校に分離。
- 1975年（昭和50年）5月 - 校舎完成。

## 部活動

### 運動部
- 野球部
- 男子バレーボール部
- ソフトテニス部
- 卓球部
- 女子バスケットボール部
- 陸上競技部
- 剣道部（2025年度より新入生の受け入れ停止）

### 文化部
- 吹奏楽部
- 美術部
- ベンチャー部

## 通学区域
- 西脇市[2]
  - 西脇、下戸田、上野、上戸田、津万、嶋、大垣内、寺内、西嶋、蒲江、坂本、大野、高田井町、富田町、日野町、富吉南町、富吉上町、前島町、西田町、市原町、大木町、野中町、羽安町、小坂町、郷瀬町

## 出身小学校
- 西脇市立西脇小学校[2]
- 西脇市立日野小学校[2]
- 西脇市立重春小学校[2]

## 進学先
- 兵庫県立西脇高等学校

- 兵庫県立西脇工業高等学校

- 兵庫県立社高等学校

- 兵庫県立小野高等学校

## 周辺
- 西脇市総合市民センター
- 西脇市郷土資料館
- 童子山公園

## 通学区域が隣接している学校
- 西脇市立西脇南中学校
- 西脇市立西脇東中学校
- 西脇市立黒田庄中学校
- 多可町立中町中学校